# Regiunea Reazan
Regiunea Reazan (în rusă Рязанская область) este situată în depresiunea fluviilor Don, Oka din Rusia Centrală la sud-est de Moscova.